# 아코니트산
아코니트산(영어: aconitic acid)은 유기산으로 시스-아코니트산(cis-aconitate) 및 트랜스-아코니트산(trans-aconitic acid)의 두 가지 이성질체가 있다. 시스-아코니트산의 짝염기인 시스-아코니테이트(cis-aconitate)는 시트르산 회로에서 아코니테이스에 의해 시트르산(citrate)이 아이소시트르산(isocitrate)으로 이성질화되는 반응의 중간생성물이다.
아코니트산은 황산을 사용하여 시트르산을 탈수시킴으로써 합성할 수 있다.
(HO2CCH2)2COH(CO2H) → HO2CCH=C(CO2H)CH2CO2H + H2O
이러한 방식으로 이성질체들의 혼합물이 생성된다.
아코니트산은 열 탈수(thermal dehydration)에 의해 최초로 제조되었다.